# Il coniglio scout
Il coniglio scout (Bugs Bonnets) è un film del 1956 diretto da Edward Selzer. È un cortometraggio animato della serie Merrie Melodies, prodotto dalla Warner Bros. e uscito negli Stati Uniti il 14 gennaio 1956. I protagonisti del cartone animato sono Bugs Bunny e Taddeo.